# Рєболово
Рєболово (рос. Реболово) — присілок у Гатчинському районі Ленінградської області Російської Федерації.
Населення становить 14 осіб. Належить до муніципального утворення Сяськелевське сільське поселення.

## Географія
Населений пункт розташований на південній околиці міста Санкт-Петербурга.

## Історія
Згідно із законом від 16 грудня 2004 року № 113—оз належить до муніципального утворення Сяськелевське сільське поселення.

## Населення
| 1838 | 1848 | 1862 | 1997 | 2002 | 2006 | 2007 |
| ---- | ---- | ---- | ---- | ---- | ---- | ---- |
| 25   | ↗29  | ↘22  | ↘17  | ↗78  | ↘8   | ↘7   |
| 2010 | 2012 | 2013 | 2017 |      |      |      |
| ↗34  | ↘7   | ↗11  | ↗14  |      |      |      |